# 双江镇 (长沙县)
双江镇位于湖南省长沙县东北角，地处长沙县、浏阳市和平江县三县市交汇处。地缘上双江乡东南部与浏阳市沙市镇、社港镇接壤，东北部与平江县瓮江镇为邻，西部与金井镇交界，全乡总面积65平方公里，总人口19,093人（2000年人口普查）；辖10个行政村、1个社区；乡政府驻罗代社区。

## 历史
今双江镇1949年属承祖乡，1956年为双江乡；1958年属金井公社，1961年析置双江公社，1983年双江公社改为双江乡，（年份？）后双江乡改为双江镇。双江镇在1995年长沙地区撤区并乡镇之前为金井区双江乡，1995年福临区撤销后双江乡直属县政府。2004年村级区划调整，调整之前为15个村，分别为大桥村、农裕村、唐家铺村、团山村、青山村、桃花村、光华村、石湾村、双江村、赤马村、石板村、金花园村、山笔村、石井村和跃进村；区划调整后为10个村、1个社区。
2015年11月19日，金井镇和双江镇成建制合并设立金井镇

## 区划
- 1个社区：罗代社区；
- 10个村：农裕村、大桥村、团山村、青山村、龙华村、石板村、赤马村、双江村、山笔村和石井村。